# 糖果色的戀愛反論
《糖果色的戀愛反論》是創作的日本BL漫畫。改編真人電視劇於2022年12月16日（15日深夜）至2023年2月10日（9日深夜）在MBS等「Dramashower」深夜電視劇時段播映，木村慧人、山中柔太朗雙主演。

## 電視劇

### 演員列表
- 尾上聰：木村慧人（FANTASTICS from EXILE TRIBE）
- 蕪木元治：山中柔太朗（M!LK）
- ：宮澤佐江
- 印南圭：豬塚健太
- ：吉田凜音
- 隅田次郎：市川知宏
- 木内泰輔：小柳友
- 雜誌週刊主編：大浦龍宇一

## 外部連結
- 電視劇官方網站（日語）